# HAY (firma)
HAY er en dansk møbelvirksomhed grundlagt i København, Danmark, i 2002 af Mette og Rolf Hay. Målet var at skabe og sælge veldesignede møbler, der var tilgængelige i forhold til pris såvel som "designkoncepter". Fra 2019 er mærket majoritetsejet af det amerikanske møbelfirma Herman Miller.
Medstifterne fungerer som HAYs kreative direktører, hvor Rolf er ansvarlig for møbeldivisionen og Mette for tilbehør. De er tæt involveret i udviklingen af HAY-produkter, som udføres i samarbejde mellem in-house designere som og produktudviklere samt en liste af internationale designere som Ronan & Erwan Bouroullec og Naoto Fukasawa.

## Historie

### Tidlige år
HAY blev grundlagt i 2002 af mand-og-kone-duoen, Mette og Rolf Hay, som havde mødt hinanden, da de arbejdede hos Gubi, en anden dansk møbelvirksomhed. Idéen til et møbelfirma opstod, da Rolf Hay mødte Troels Holch Povlsen, der blandt andet havde grundlagt den danske tøjgigant Bestseller, hvorefter de to besluttede sig for at begynde at lave møbler sammen.
Virksomheden introducerede sin første kollektion i januar 2003 på, en årlig møbelmesse i Köln, Tyskland. I 2004 åbnede HAY sin første butik i Pilestræde i centrum af København. I 2007 åbnede HAY sin flagskibsbutik (den dag i dag), HAY House, også i det centrale København.

### Global ekspansion og vækst
I 2014 debuterede HAY med en pop-up butik for tilbehør og nogle møbler, HAY Mini Market, på møbelmessen i Milano i 2014. Mette stod i spidsen for HAY Mini Market, en "basar for små objekter, der sælger attraktive versioner af hverdagslige ting som karklude, negleklippere og tape".
Fra 2015 opererede HAY i mere end 50 lande med en årlig omsætning på 140 millioner amerikanske dollars ifølge Wall Street Journal.

### Opkøb af Herman Miller
I 2018 inkluderede HAYs katalog 180 møbler og 350 tilbehør, med en forventet omsætning på 155 millioner dollars for året. I juni 2018 købte det amerikanske møbelfirma Herman Miller en 33% aktiepost i HAY for 66 millioner dollars, samt rettighederne til HAY-mærket i Nordamerika for cirka 5 millioner dollars.
Herman Miller og HAY arbejdede sammen for at lokalisere produktionen samt åbne tre butikker i USA – først i Portland, Oregon, samt Costa Mesa, Californien og Chicago . Omsætningen for dets regnskabsår, der sluttede juli 2019, udgjorde $160 millioner. I forbindelse med denne præstation og det formoede vækstpotentiale købte Herman Miller i oktober 2019 yderligere 34% i egenkapital for omkring $78 millioner, hvilket gør den til majoritetsejer. Herman Millers administrerende direktør Andi Owen bemærkede, at dets partnerskab med HAY havde hjulpet det med at nå "en yngre, mere urban demografisk".

## Samarbejde
De kreative direktører Mette og Rolf Hay (med ansvar for henholdsvis tilbehør og møbler) er involveret i produktdesign og udvikling. Ikke alene har de et tæt samarbejde med virksomhedens in-house designere og produktudviklingsteams, det er også blevet rost for at arbejde med moderne designere fra hele verden; nogle af dem var allerede etableret, mens andre blev fremtrædende delvist på grund af deres samarbejde med HAY (f.eks. Scholten & Baijings).
Nogle designere, som HAY har samarbejdet med, omfatter:
- Ronan & Erwan Bouroullec (Frankrig)
- Louise Campbell (Danmark)
- Jonas Trampedach
- Nathalie Du Pasquier (Frankrig, Italien)
- Naoto Fukasawa (Japan)
- Ana Kraš (Serbien, USA)
- Lex Pott (Holland)
- Inga Sempé (Frankrig)
- Shane Schneck (USA, Sverige)
- George Sowden (Storbritannien)
- Sebastian Wrong (Storbritannien)
- Muller Van Severen (Belgien)
- Clara von Zweigbergk (Sverige)